# Apatania comosa
Apatania comosa là một loài Trichoptera trong họ Apataniidae. Chúng phân bố ở miền Tân bắc.